# История с ограблением
«История с ограблением» (англ. The Linguini Incident) —  американский комедийный фильм 1991 года. Главные роли исполнили Дэвид Боуи и Розанна Аркетт. Режиссёром фильма выступил Ричард Шепард, который также написал сценарий вместе с Тэмэром Броттом (англ. Tamar Brott). Марли Матлин, Бак Генри и Иман сыграли роли второго плана.

## Сюжет
Люси (Аркетт) — несостоявшийся фокусник, специализирующийся на трюках с самоосвобождением, она одержима идеей стать современным женским вариантом великого Гарри Гудини. Девушка коллекционирует экспонаты Гудини и ждет больших перемен, работая официанткой в фешенебельном ресторане Манхэттена. С британским барменом Монти (Боуи) и подругой Вивиан (Балинт), она организует ограбление ненавистного ресторана.

## В ролях
- Дэвид Боуи — Монти
- Розанна Аркетт — Люси
- Марли Матлин — Жанетт
- Эстер Балинт — Вивиан
- Бак Генри — Сесил
- Джеймс Эйвери — Филл